# Allocotocera defecta
Allocotocera defecta är en tvåvingeart som först beskrevs av Tonnoir och Edwards 1927.  Allocotocera defecta ingår i släktet Allocotocera och familjen svampmyggor. Inga underarter finns listade i Catalogue of Life.